# Below Her Mouth
Below Her Mouth es una película canadiense de drama y temática lésbica estrenada en el Festival Internacional de Cine de Toronto de 2016. Dirigida por April Mullen, la película es protagonizada por Natalie Krill como Jasmine y Erika Linder como Dallas, dos mujeres que se encuentran en Toronto y comienzan una apasionada historia de amor.

## Sinopsis
Jasmine es una exitosa editora de moda que vive con su prometido. Una noche sale con su mejor amiga y conoce a Dallas, que acaba de salir de una relación. Sorprendida por la confianza con la que Dallas la persigue, Jasmine la rechaza aunque no puede sacarla de su cabeza. Cuando Jasmine finalmente sucumbe, las dos mujeres se embarcan en una aventura ardiente que las obliga a revaluar sus vidas.

## Elenco
- Erika Linder como Dallas.[2]
- Natalie Krill como Jasmine.[2]
- Sebastian Pigott como Rile.
- Mayko Nguyen como Joslyn.
- Tommie-Amber Pirie como Quinn.
- Melanie Leishman como Claire.
- Andrea Stefancikova como M.J.
- Daniela Barbosa como Desiree.
- Elise Bauman como Bridget.
- Jocelyn Hudon como Nikki.

## Producción
La película fue filmada en Toronto y su rodaje duró tres semanas y media. Se estrenó en el festival internacional de la misma ciudad y tuvo su aparición en cines comerciales en abril de 2017. La película se rodó en Toronto en 2015, con un equipo de producción totalmente femenino.